# 似鯡月眼魚
似鯡月眼魚（学名：Hiodon alosoides）為月眼魚科月眼鱼属的其中一種，分布於北美洲馬更些河、五大湖、密西西比河等流域，體長可達52公分，生活在水深、水質混濁的溪流、湖泊、溝渠、水塘等水域，夜間覓食，屬肉食性，以魚類、青蛙、甲殼類、軟體動物、昆蟲等為食，繁殖期在春季，會進行迴游，可做為食用魚及遊釣魚。

## 擴展閱讀
维基共享资源上的相關多媒體資源：似鯡月眼魚